# Jashinisme
|  | Sammenskrivningsforslag Artiklen Jashinisme er foreslået føjet ind i Naruto. (Siden december 2019) Diskutér forslaget |

Jashinism er en religion fra manga- og anime-serien Naruto, der praktiserer helligheden, Lord Jashin. Jashinister tilbeder ham ved, at tegne en cirkel med en omvendt trekant inden i af deres, eller nogle andres, blod. Den eneste kendte udøver af religionen er Hidan, fra organisationen Akatsuki.
En jashinist lever sit liv med troen på at jashinismen er den eneste religion, og alt andet er konsidereret ateisme